# 야시카 일렉트로 GT
야시카 일렉트로 35 GT(Yashica Electro 35 GT)는 1970년에 출시된 35mm 레인지 파인더 카메라다.
랜즈는 45mm ƒ1.7 야시논 DX이다.